# Östra Skälsjön
Östra Skälsjön är en sjö i Skinnskattebergs kommun i Västmanland och ingår i Norrströms huvudavrinningsområde. Sjön har en area på 0,308 kvadratkilometer och ligger 224 meter över havet. Sjön avvattnas av vattendraget Skälsjöbäcken. Vid provfiske har abborre, röding och öring fångats i sjön.

## Delavrinningsområde
Östra Skälsjön ingår i det delavrinningsområde (664473-148631) som SMHI kallar för Mynnar i Hedströmmen. Medelhöjden är 210 meter över havet och ytan är 7,96 kvadratkilometer. Det finns inga avrinningsområden uppströms utan avrinningsområdet är högsta punkten. Skälsjöbäcken som avvattnar avrinningsområdet har biflödesordning 4, vilket innebär att vattnet flödar genom totalt 4 vattendrag innan det når havet efter 213 kilometer. Avrinningsområdet består mestadels av skog (83 procent). Avrinningsområdet har 1,25 kvadratkilometer vattenytor vilket ger det en sjöprocent på 1,8 procent.